# けろりん
けろりん（3月18日 - ）は、日本の漫画家・原画家。血液型はA型。横浜市在住。別名義に石川まどかがある。

## 経歴・特徴
カラフル萬福堂（ビブロス）の4ページ漫画にてデビュー。それまでイラストを多少描いていたが、漫画はほとんどやったことがなく、試行錯誤の連続であったという。ネーム・下書き・線画までの過程をアナログで処理している。
主としてメンズヤング（双葉社）に作品を発表していた。近年は、コミックゼロス、コミックアンスリウム、ヤングコミックに作品を掲載している。

## 作品リスト

### 漫画
- 『Body language』 大都社〈ダイトコミックス〉 2002年4月20日発売[4] ISBN 978-4-88653-450-7
  - 『ボディランゲージ』 （改訂版）少年画報社〈ヤングキングコミックス〉 2011年3月19日発売[5] ISBN 978-4-78593-589-4
- 『キャットウォーク』 エンターブレイン〈エンターブレインムック〉 2004年10月15日発売[6][7] ISBN 978-4-75772-052-7
- 『ラブフール』 双葉社〈アクションコミックス〉 2009年6月27日発売[8][9] ISBN 978-4-57583-640-0
- 『ピンクトラッシュ』 エンジェル出版〈エンジェルコミックス〉 2011年3月17日発売[10] ISBN 978-4-87306-381-2
- 『愛だ恋だのいってないで』 エンジェル出版〈エンジェルコミックス〉 2012年11月17日発売[11] ISBN 978-4-87306-457-4
- 『幸福荘の優しい恋人』 エンジェル出版〈エンジェルコミックス〉 2014年5月17日発売[12] ISBN 978-4-87306-571-7
- 『猫なカノジョと犬の僕』 少年画報社〈ヤングキングコミックス〉 2016年4月25日発売[13] ISBN 978-4-78595-759-9
- 『園芸店の優しい恋人』 ワニマガジン社〈ワニマガジンコミックススペシャル〉 2020年11月13日発売[14] ISBN 978-4-86269-742-4
- 『まん キツ彼女とカップルシート』 ワニマガジン社〈WANIMAGAZINE COMICS LOG〉 2020年12月24日発売[15] ※電子書籍のみ

### 原画
- 『はなふだマーケット 突撃！隣の看板娘』[16] TECH GIAN、シナリオ：群田真雪
- 『いきなり無人島ǃ?』 アーカムプロダクツ 1999年6月 ASIN B00008HU28

### 石川まどか名義
- 『捨て犬にご用心―サニーサイドアップガール1』 富士見書房〈富士見ファンタジア文庫〉 小林めぐみ著、カバーイラスト、挿絵

1999年12月13日発売 ISBN 978-4-82912-933-3
- 『女の子、拾いますか?YES/NO―ステラ・レジーナ』 富士見書房〈富士見ファンタジア文庫〉 長谷川菜穂子著、カバーイラスト、挿絵

2000年11月14日発売 ISBN 978-4-82911-301-1